# John Phillip Harison Acocks
John Phillip Harison Acocks (* 7. April 1911 in Mowbray, Kapstadt; † 20. Mai 1979 in Middelburg, Kapprovinz) war ein südafrikanischer Botaniker, Agrostologe und Ökologe, der vor allem durch sein Konzept der Vegetationsregionen (Veld Types) bekannt geworden ist.

## Leben
Acocks war der Sohn von John Martin Acocks und Sarah Phoebe Patty, die beide aus England stammten. Nach seinem Abschluss der South African College Schools studierte Acocks ab 1929 bei Robert Stephen Adamson (1885–1965) and Margaret Levyns (1890–1975) an der Universität Kapstadt, wo er den 1935 den Master of Science erlangte. Im Januar 1936 wurde er als Graslandökologe an die neugegründete Abteilung für Graslandforschung der Division of Plant Industry berufen. Er betrieb Grundlagenerhebungen an jeder Grasforschungsstation, die während der folgenden fünf Jahre aufgebaut wurde. Im Jahr 1938 begleitete er den schwedischen Richter und Pflanzensammler Adolf Hjalmar Frederick Hafström auf eine viermonatige Sammelreise von Kapstadt zu den Victoriafällen, wo 2340 Pflanzenproben gesammelt wurden. Ab 1945 arbeitete er einige Zeit in Estcourt, wo er Mitarbeiter der Botanical Survey Section der Division of Botany and Plant Pathology war, aus der später das Botanical Research Institute hervorging. Von 1948 bis zu seiner Pensionierung im Jahr 1976 war er Mitarbeiter am Goodfontein College of Agriculture in Middelburg.
Acocks widmete den Großteil seiner Karriere dem detaillierten Studium der Vegetationstypen Südafrikas, das 1953 in Veröffentlichung seines Opus Magnum Veld Types of South Africa gipfelte. In diesem Buch teilte er die Vegetation in 75 Klassen ein. Es enthält vollständige Listen der Artennamen, sodass es noch heute zu den umfassendsten Beschreibungen der Vegetation Südafrikas zählt. Ein überarbeitetes Manuskript, das wenige Wochen vor seinem Tod fertiggestellt wurde, befindet sich in den Archiven des Nationalen Botanischen Instituts (NBI). 1966 veröffentlichte Acocks den Artikel Nonselective grazing as a mean of veld reclamation. Ein weiteres Buch, Key Grasses of South Africa, wurde 1990 posthum veröffentlicht. Er war auch ein versierter Illustrator.
1963 war Acocks Präsident der Sektion C der South African Association fo the Advancement of Science. 1975 wurde er von der Fertiliser Association of South Africa (FERTASA) mit der Goldmedaille ausgezeichnet. 1976 erhielt er die Goldmedaille der Wildlife Society of South Africa und 1977 die Senior Capt. Scott Medal der South African Biological Society.
Acocks galt als einer der profiliertesten Pflanzensammler Südafrikas. Seine Kollektionen umfassen mehr als 28.000 Herbarbelege, wovon sich die Hauptsammlung im National Herbarium in Pretoria befindet.

## Dedikationsnamen
Nach Acocks sind folgende Taxa benannt worden:
- Selago acocksii Hilliard
- Delosperma acocksii L.Bolus
- Agathosma acocksii Pillans
- Ruschia acocksii L.Bolus
- Carex acocksii C.Archer
- Asparagus acocksii Jessop
- Trachyandra acocksii Oberm.
- Caroxylon acocksii (Botsch.) Mucina
- Aspalathus acocksii (R.Dahlgren) R.Dahlgren
- Searsia acocksii (Moffett) Moffett
- Moraea acocksii Goldblatt & J.C.Manning
- Heliophila arenaria var. acocksii Marais
- Lotononis acocksii B.-E.van Wyk
- Diospyros acocksii (De Winter) De Winter
- Bovista acocksii De Villiers, Eicker & Van der Westh.